# Канзасский университет
Канзасский университет (англ. University of Kansas) — государственный исследовательский университет США, крупнейший в штате Канзас. Кампусы университета расположены в Лоренсе (главный кампус), Уичито, Оверленд-Парке и Канзас-Сити. Университет основан в 1866 году жителями Лоренса под уставом Канзасского законодательного собрания. Он претендует на звание флагманского университета штата, сейчас первый — Университет штата Канзас.
Медицинский центр университета и больница находятся в Канзас-Сити, в Оверленд-Парке — Кампус Эдвардса, в Уичито — Школа Медицины. Помимо этого он располагает исследовательскими центрами в городах Парсонс и Топика.
Канзасский университет — один из крупнейших в США по числу студентов, так в 2009/2010 учебном году в кампусах в Лоренсе и Оверленд-Парке обучались 26 826 студентов и 3178 в медицинском центре, которых обучают в общей сложности 2460 преподавателей.
В 2010 году Канзасский университет занял 104-ю позицию в рейтинге «Национальные университеты» издания U.S. News & World Report, в Академическом рейтинге университетов мира его позиция находится в пределах 201—300.
На территории университета базируются несколько известных музеев, включая Музей естественной истории штата Канзас, Музей антропологии и Музей искусств Спенсера. Здесь работает научная библиотека Спенсера, названная именем выпускника университета, бизнесмена Кеннета Спенсера.
Канзасский университет входит в Ассоциацию американских университетов.

## История
20 февраля 1863 года губернатором Канзаса Томасом Карни был подписан законопроект о создании университета штата в Лоренсе. От города требовалось выполнить несколько условий: собрать $ 15 000 пожертвований в целевой фонд университета и найти для него место вблизи города площадью не менее 160 тыс. м², а если жители и власти Лоренса не смогут их выполнить, учебное заведение будет создано в Эмпории.
Местом для университета был выбран невысокий холм, известный как Маунт-Орид, принадлежавший бывшему губернатору Канзаса Чарльзу Робинсону. Он и его жена Сара передали необходимые 160 тыс. м² земли на этом холме в обмен на земли в другом месте. Филантроп Амос Адамс Лоренс пожертвовал $ 10 000 в фонд университета, а остальные средства были собраны силами местных жителей. 2 ноября 1863 года губернатор Карни заявил, что все необходимые условия для создания учебного заведения выполнены и в следующем году оно официально зарегистрировано.
Строительство первого здания колледжа началось в 1865 году. Занятия начались 12 сентября 1866 года, а первый выпуск состоялся в 1873 году.
Во время Второй мировой войны Канзасский университет был одним из 131 национальных колледжей и университетов, которые приняли участие в программе V-12 ВМС США, созданной с целью осуществить набор добровольцев для службы в военно-морских силах.

## Выпускники и преподаватели
В Канзасском университете работали и учились многие известные политики, учёные, писатели, спортсмены, актёры, музыканты, среди них:
- Дин Смит — американский баскетбольный тренер.
- Марио Чалмерс — американский профессиональный баскетболист, выступающий за команду Национальной баскетбольной ассоциации «Майами Хит».
- Эл Ортер — выдающийся американский легкоатлет (метание диска), 4-кратный олимпийский чемпион 1956, 1960, 1964, 1968 гг.
- Дрю Гуден — американский профессиональный баскетболист, выступающий за команду Национальной баскетбольной ассоциации «Милуоки Бакс».
- Кёрк Хайнрик — американский профессиональный баскетболист, выступающий за команду Национальной баскетбольной ассоциации «Чикаго Буллз».
- Раф Лафренц — бывший американский профессиональный баскетболист.
- Пол Пирс — американский баскетболист, с 1998 года игрок команды НБА «Бостон Селтикс».
- Уилт Чемберлен — легендарный американский баскетболист, игравший на позиции центрового.
- Джеймс Нейсмит — является автором баскетбола.
- Роналд Эллвин Эванс — астронавт США.
- Элмер Риггс — палеонтолог.
- Джордж Тиллер — американский врач, убитый за практику абортов на поздней стадии беременности.
- Клайд Уильям Томбо — американский астроном, открывший большое число астероидов, а также карликовую планету Плутон в 1930 году.
- Сара Парецки — американская писательница.
- Пол Радд — американский актёр и сценарист кино и телевидения.
- Мэнди Патинкин — американский певец и актёр.
- Роберт Моррис — американский скульптор, концептуальный художник и писатель.
- Дон Джонсон — американский актёр и певец.
- Игорь Букетов — американский дирижёр, сын русского священника.
- Скотт Бакула — американский телевизионный актёр, известный по главной роли в телевизионном сериале «Квантовый скачок».
- Кэтлин Сибелиус — американский политик, в настоящее время выступающий как 21-й министр США по здравоохранению и социальным службам.
- Хуан Мануэль Сантос — президент Колумбии с 7 августа 2010 года.
- Альфред Моссман Лэндон — американский республиканский политический деятель, 26-й губернатор штата Канзас, кандидат в президенты США от Республиканской партии.
- Франсиско Сантос Кальдерон — журналист, 9-й вице-президент Колумбии с 7 августа 2002 года.
- Боб Доул — американский политик-республиканец.
- Смит Вернон — американский экономист. Лауреат Нобелевской премии 2002 г.
- Элли Кёрсти — американская актриса.
- Сэм Браунбэк — американский политик, губернатор штата Канзас с 10 января 2011 по 31 января 2018 года и бывший сенатор США.
- Марк Винсент Паркинсон — политический деятель США, губернатор штата Канзас с 28 апреля 2009 года по 10 января 2011 года.
- Рекс Стаут — американский писатель, автор детективных романов, создатель цикла романов о Ниро Вульфе.
- Эми Лофтус — американская певица и актриса.

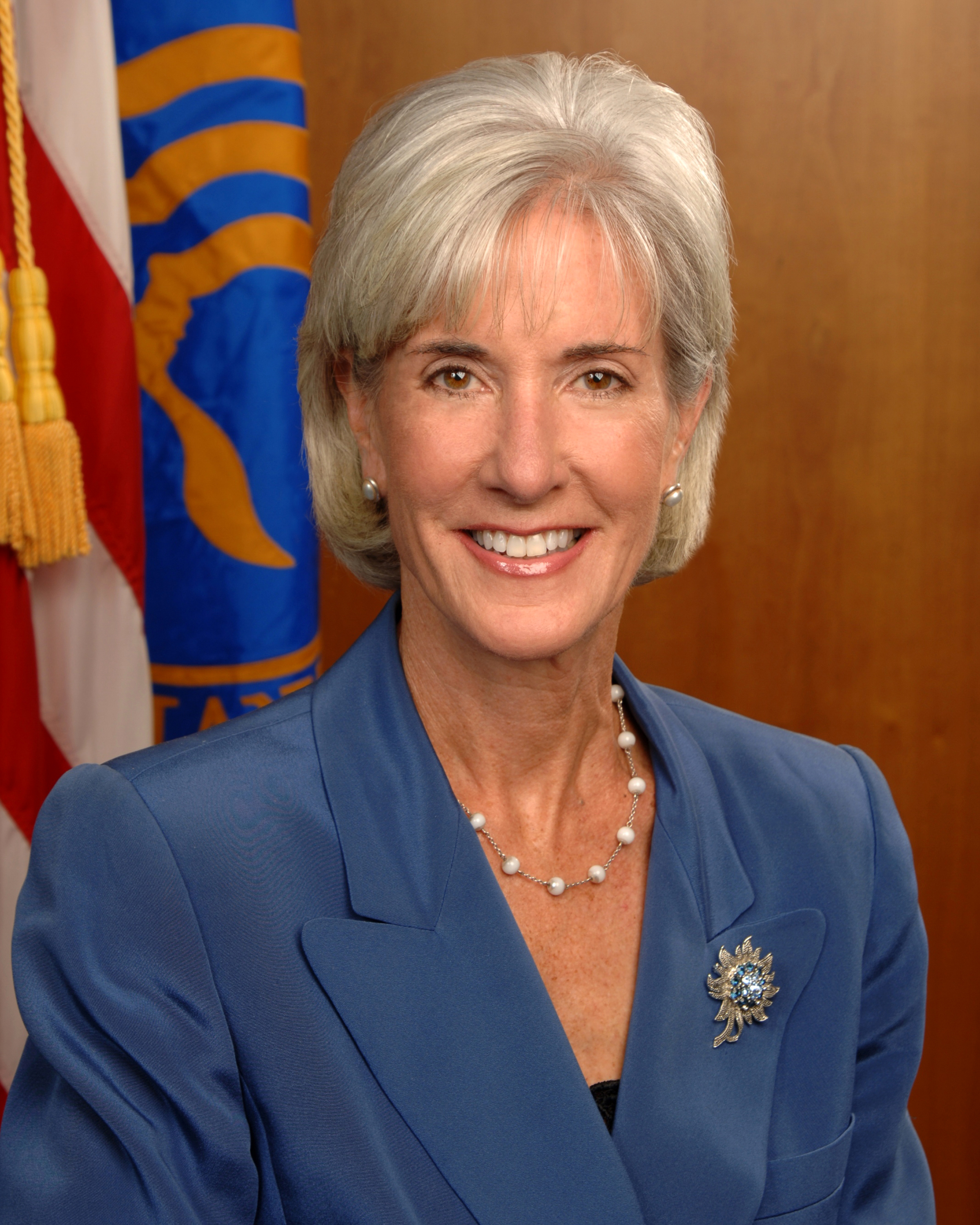
Кэтлин Сибелиус
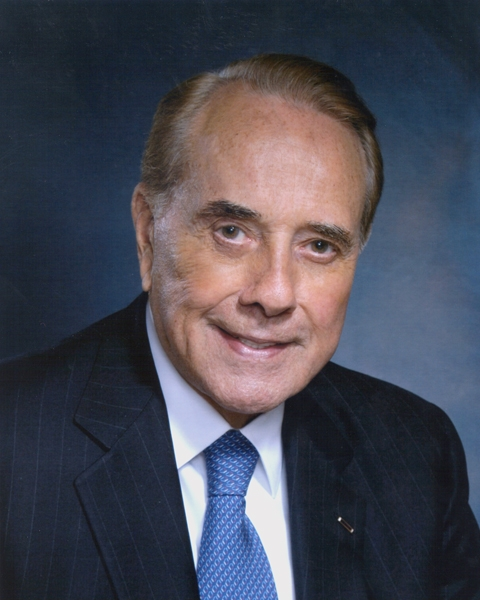
Боб Доул
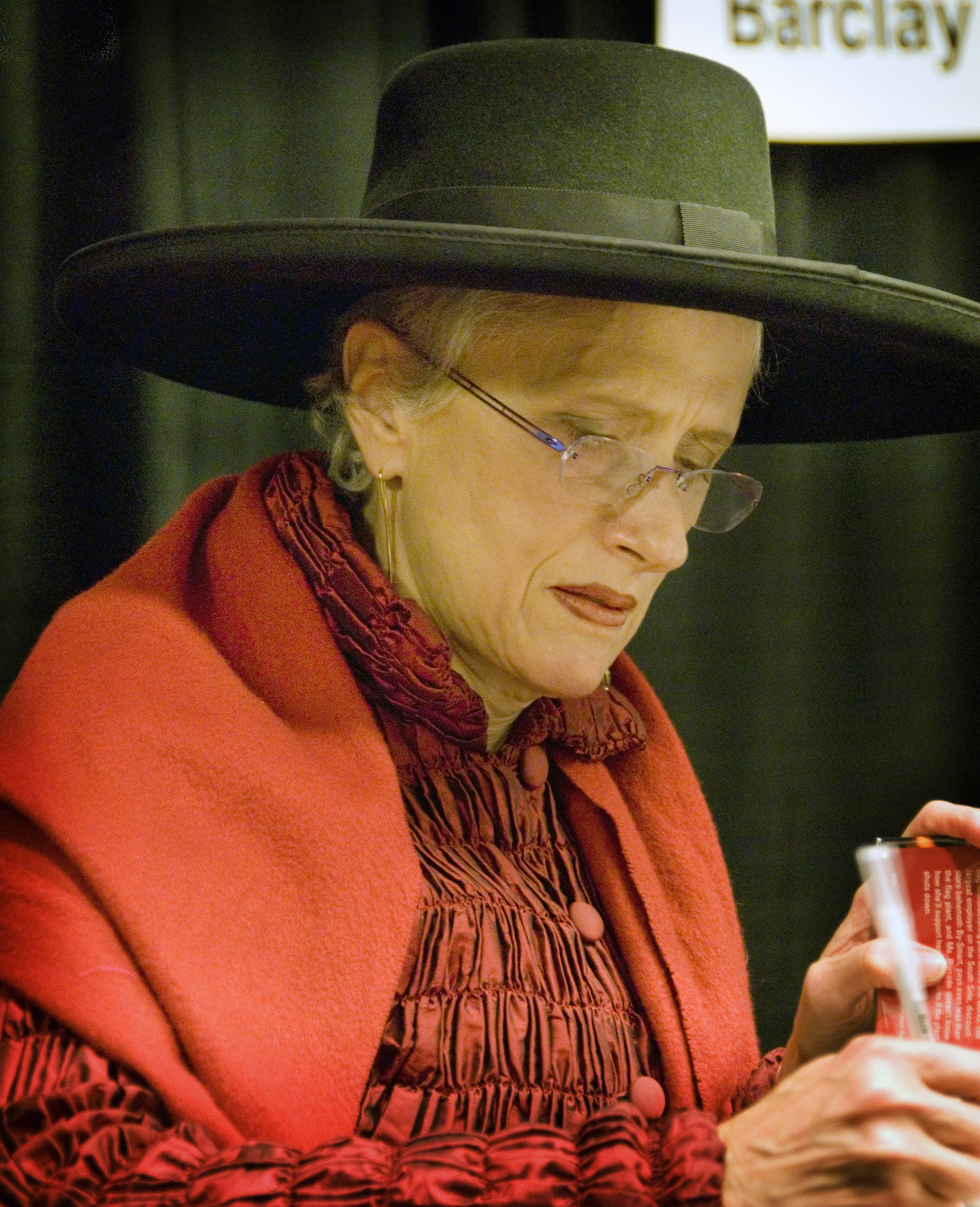
Сара Парецки
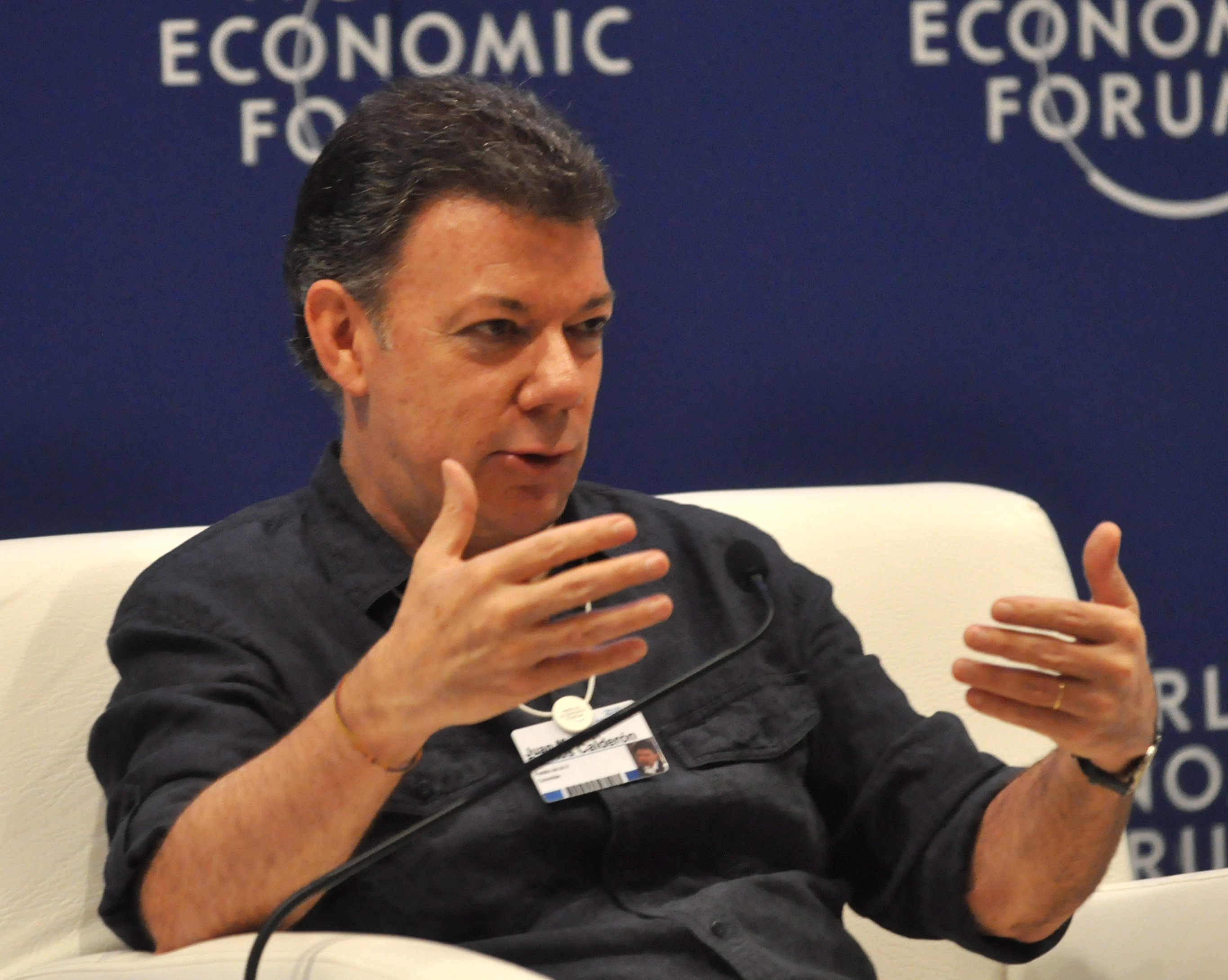
Хуан Мануэль Сантос
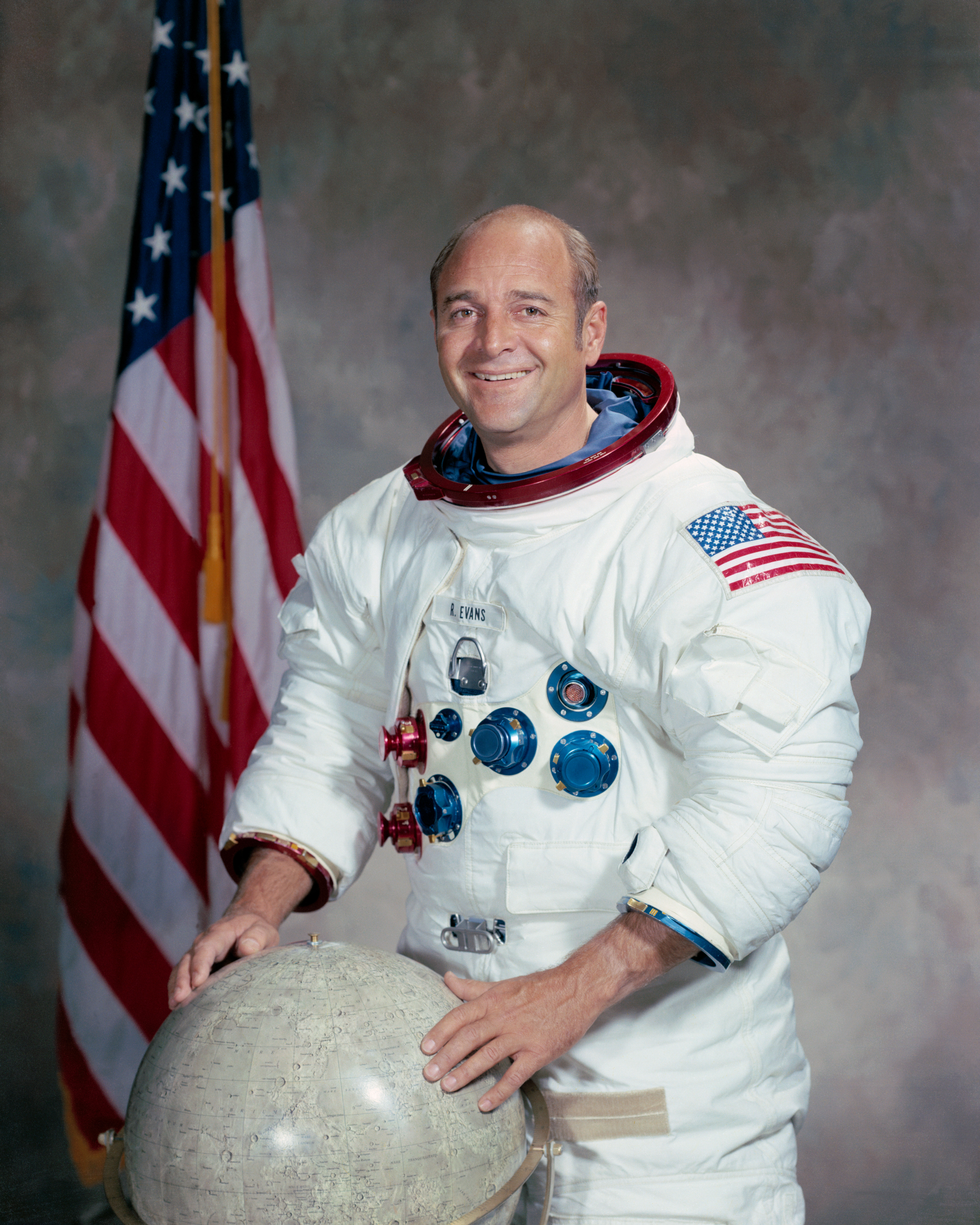
Роналд Эллвин Эванс